# Brachytrita
Brachytrita là một chi bướm đêm thuộc họ Geometridae.